# Брумбол
Брумбол је рекреативна игра на леду која потиче из Канаде (неки сматрају да потиче из Шведске) и игра се у другим земљама. Игра се на клизалишту, у затвореном или на отвореном, у зависности од климе и локације.
Играчи ударају малу лопту на леду дугачком палицом. Палица може имати дрвену или алуминијумску основу и има гумену обликовану троугласту главу која личи на обичну метлу (или, оригинално, метла за кукуруз са чекињама које су одсечене или прекривене траком). Играчи носе специјалне ципеле са гуменим ђоном уместо клизаљки, а лед се припрема тако да буде гладак и сув. Лопта која се користи у затвореном је глатка, док она која се користи на отвореном има неравнине и личи на малу фудбалску лопту.